# Гликозурия
Гликозурия, или глюкозурия, — наличие глюкозы в моче.
В норме моча не содержит глюкозы, поскольку почки способны реабсорбировать (возвращать в кровоток) весь объём глюкозы, прошедший через почечный клубочек в просвет канальцев нефрона. В моче здорового человека глюкоза содержится в очень низкой концентрации (0,06-0,083 ммоль/л). Поэтому, а также из-за низкой чувствительности методов, она не выявляется при исследовании мочи в клинико-диагностических лабораториях. В подавляющем большинстве случаев гликозурия является симптомом декомпенсированного сахарного диабета как результат патологического увеличения концентрации глюкозы в крови. Редким исключением является нарушение реабсорбции в самой почке, — т. н. ренальная (почечная) гликозурия.
Гликозурия ведёт к избыточной потере воды с мочой — обезвоживанию организма, развивающемуся из-за усиления осмотического компонента диуреза.

## Патофизиология
Кровь непрерывно фильтруется миллионами нефронов — структурно-функциональных единиц почек. На выходе из приносящей артериолы кровь попадает в капиллярный клубочек (гломерулу), представляющую собой пучок фенестрированных (окончатых) капилляров. Каждый клубочек окружает т. н. капсула Боумена-Шумлянского, собирающая вещества, просачивающиеся сквозь фенестры капилляров под давлением кровотока.
Полученный таким образом фильтрат (называемый «первичная моча») содержит, помимо прочего, продукты обмена (например, мочевину), электролиты (например, ионы Na, K, хлориды), аминокислоты — и глюкозу. Из капсулы фильтрат поступает в канальцы нефрона.

### Реабсорбция глюкозы
Реабсорбция глюкозы осуществляется с помощью специальных переносчиков щеточной каёмки апикальной мембраны эпителиальных клеток. Эти переносчики транспортируют глюкозу только если одновременно связывают и переносят натрий. Пассивное перемещение натрия по градиенту концентрации из просвета канальца внутрь клеток ведет к транспорту через мембрану и глюкозы, которая иначе в клетку попасть не сможет.
Для реализации этого процесса необходима низкая концентрация натрия в эпителиальной клетке, создающая разницу в концентрации между внешней и внутриклеточной средой. Эта разница поддерживается энергозависимой работой натрий-калиевого насоса базальной мембраны. Такой вид транспорта называют вторично активным, или симпортом, то есть совмещённым пассивным транспортом одного вещества (глюкоза) и активным транспортом другого (натрия) с помощью одного переносчика.

### Механизм гликозурии
Как указано выше, в начальном (проксимальном) отделе канальца глюкоза реабсорбируется из первичной мочи, проходя через эпителий, выстилающий канальцы, назад в кровоток. Проблема в том, что проксимальные канальцы способны реабсорбировать лишь ограниченное количество глюкозы. Дело в том, что для реабсорбции глюкозы необходимо связывание каждой её молекулы с молекулой переносчика, поэтому транспорт глюкозы является насыщаемым. Когда гликемия превышает некоторый критический уровень (обычно 8,9-10,0 ммоль/л или 160—180 мг/дл), проксимальные канальцы оказываются «перегруженными» — а весь излишек глюкозы попадает во вторичную (выделяемую в мочевой пузырь) мочу.
Эта критическая точка получила условное название «почечный порог». Он индивидуален для каждого человека, но, как правило, укладывается в вышеуказанный диапазон концентрации глюкозы крови. Считается, что у детей и беременных женщин «почечный порог» может быть снижен (менее 7 ммоль/л).

### Причины гликозурии при сахарном диабете
При сахарном диабете дефицит функции инсулина в сочетании с увеличением в плазме адреналина, кортизола, гормона роста и глюкагона приводит к усилению образования и затруднению поглощения глюкозы тканями, а, следовательно, к гипергликемии и увеличению осмоляльности плазмы. Гликозурия возникает, когда уровень глюкозы в плазме превышает «почечный порог». В результате осмотического диуреза появляются полиурия, обезвоживание (дегидратация) и компенсаторная полидипсия. Эти последовательные изменения, особенно обезвоживание, представляют собой физиологический стресс, приводящий к гиперсекреции «стрессорных» гормонов — катехоламинов и кортизола, что ещё более усиливает декомпенсацию обмена веществ.

## Диагностика
Под гликозурией понимают концентрацию глюкозы в моче более 180 мг/дл. Точная концентрация может быть измерена в биохимической лаборатории, существуют также экспресс-тесты (например, тест-полоски).
У пациента с глюкозурией диабет подтверждается измерением уровня глюкозы в плазме натощак или случайным образом и гликированного гемоглобина (HbA1c). При синдроме Фанкони, генерализованном дефекте ПКТ, имеется гипофосфатемия с метаболическим ацидозом (из-за потери бикарбоната) на фоне фосфатурии, аминоацидурии и глюкозурии. 
Врач также назначает анализ крови на уровень глюкозы. Нормальный уровень глюкозы в плазме крови составляет от 70 до 140 мг/дл, показатель зависит от того, принималась ли недавно пища или имеется ли сахарный диабет. Если уровень глюкозы в крови повышен, врач назначит анализ на гликированный гемоглобин (A1C). Его результаты позволяют получить информацию о содержании глюкозы в крови за последние несколько месяцев.